# Gobernación de Pskov
La  gobernación de Pskov (en ruso: Псковская губерния, Pskóvskaya guberniya) era una división administrativa (una gubernia) del Imperio ruso, la cual existió de 1772 hasta 1777 y de 1796 hasta 1927. Su capital fue Opochka entre 1772 y 1776, y Pskov después de 1776. La gobernación estaba localizada en el oeste del Imperio ruso y limitaba (después de que 1796) con las gobernaciones de San Petersburgo al norte, Nóvgorod al nordeste, Tver al este, Smolensk al sureste, Bielorrusia (desde 1802, Vítebsk) al sur, y la Livonia  al oeste. En términos de la actual división administrativa de Rusia, el área de la gobernación está repartida entre las óblasts de Pskov, Tver, y Nóvgorod. La frontera anterior entre las gobernaciones de Pskov y de Livonia se corresponde en gran parte a la actual frontera estatal entre Rusia en el este, y Estonia y Letonia en el oeste.

## Historia
En 1772, a raíz de la primera partición de Polonia, el voivodato de Livonia y Bielorrusia oriental fueron transferidos a Rusia. Para acomodar estas áreas, fue creada la gobernación de Pskov, siendo agregadas a ella las provincias de Velíkiye Luki y Pskov de la gobernación de Nóvgorod (con la excepción del futuro uyezd de Gdov). Además, Vítebsk, Pólotsk, y Dviná, tomadas de Polonia, fueron incluidas en la gobernación. La ciudad de Opochka fue convertida en la capital.
La gobernación de Pskov probó ser demasiado grande para ser administrado correctamente, y en 1776, por decreto de la emperatriz Catalina la Grande, fue dividida entre las gobernaciones de Pskov y Pólotsk. La ciudad de Pskov fue convertida en la capital. Gdov y Pórjov fueron transferidas de Nóvgorod a Pskov.
En 1777, la gobernación de Pskov fue transformada en el virreinato de Pskov, el cual era administrado desde Nóvgorod por Jacob Sievers, quién al mismo tiempo administraba los virreinatos de Nóvgorod y Tver. En 1796 el virreinato fue abolido, y el 31 de diciembre de 1796 el emperador Pablo I emitió un decreto que restauró la gobernación de Pskov. Al llegar a este punto, la gobernación constaba de los siguientes seis uyézds:
- Pskov;
- Opochka;
- Ostrov;
- Pórjov;
- Torópets;
- Velíkiye Luki.

El 1 de agosto de 1927, la gobernación de Pskov fue abolida y transferida a la óblast de Leningrado.